# La Zaida
La Zaida là một đô thị ở tỉnh Zaragoza, Aragon, Tây Ban Nha. Theo điều tra dân số 2004 của Viện thống kê Tây Ban Nha (INE), đô thị này có dân số là 558 người. Diện tích đô thị này là 17 ki-lô-mét vuông.

## Lễ hội
- Santa Agueda, 5 tháng 2
- San Roque, 16 tháng 8
- Santa Bárbara.